# فرودگاه کالفرنیا سیتی
فرودگاه کالفرنیا سیتی (به انگلیسی: California City Municipal Airport) یک فرودگاه است که یک باند فرود آسفالت دارد و طول باند آن ۱۸۳۷ متر است. این فرودگاه در کشور ایالات متحده آمریکا قرار دارد .